# Liste der im National Film Registry verzeichneten Filme
Mit Stand vom 17. Dezember 2024 sind im National Film Registry (NFR) 900 Filme verzeichnet. Die Tabelle ist nach den deutschen Verleihtiteln sortiert, mit dem Jahr der Erscheinung des Films und dem Jahr der Aufnahme in das National Film Registry. Falls der im Deutschen verwendete Titel identisch ist mit dem Originaltitel bzw. der Film nicht in Deutschland gezeigt wurde und daher keinen deutschen Titel hat, ist er kursiv gedruckt.
| Deutscher Titel                                                          | Originaltitel                                                            | Erscheinungsjahr | Aufnahmejahr |
| ------------------------------------------------------------------------ | ------------------------------------------------------------------------ | ---------------- | ------------ |
| 12 Years a Slave                                                         | 12 Years a Slave                                                         | 2013             | 2023         |
| 13 Lakes                                                                 | 13 Lakes                                                                 | 2004             | 2014         |
| 20 Feet from Stardom                                                     | 20 Feet from Stardom                                                     | 2013             | 2023         |
| Die 42. Straße                                                           | 42nd Street                                                              | 1933             | 1998         |
| 2001: Odyssee im Weltraum                                                | 2001: A Space Odyssey                                                    | 1968             | 1991         |
| 20.000 Meilen unter dem Meer                                             | 20,000 Leagues Under the Sea                                             | 1916             | 2016         |
| Abbott und Costello treffen Frankenstein                                 | Abbott and Costello Meet Frankenstein                                    | 1948             | 2001         |
| African Queen                                                            | The African Queen                                                        | 1951             | 1994         |
| Alambrista!                                                              | Alambrista!                                                              | 1977             | 2023         |
| Alarm im Weltall                                                         | Forbidden Planet                                                         | 1956             | 2013         |
| Alien – Das unheimliche Wesen aus einer fremden Welt                     | Alien                                                                    | 1979             | 2002         |
| All My Babies                                                            | All My Babies                                                            | 1953             | 2002         |
| Alles über Eva                                                           | All About Eve                                                            | 1950             | 1990         |
| Allures                                                                  | Allures                                                                  | 1961             | 2011         |
| Die alte Mühle                                                           | The Old Mill                                                             | 1937             | 2015         |
| Amadeus                                                                  | Amadeus                                                                  | 1984             | 2019         |
| American Graffiti                                                        | American Graffiti                                                        | 1973             | 1995         |
| Ein Amerikaner in Paris                                                  | An American in Paris                                                     | 1951             | 1993         |
| Anatomie eines Mordes                                                    | Anatomy of a Murder                                                      | 1959             | 2012         |
| Annabelle’s Serpentine Dance                                             | Annabelle’s Serpentine Dance                                             | 1895             | 2024         |
| Antonia: A Portrait of the Woman                                         | Antonia: A Portrait of the Woman                                         | 1974             | 2003         |
| Apocalypse Now                                                           | Apocalypse Now                                                           | 1979             | 2000         |
| Apollo 13                                                                | Apollo 13                                                                | 1995             | 2023         |
| Das Appartement                                                          | The Apartment                                                            | 1960             | 1994         |
| Applaus                                                                  | Applause                                                                 | 1929             | 2006         |
| Ärger im Paradies                                                        | Trouble in Paradise                                                      | 1932             | 1991         |
| Arielle, die Meerjungfrau                                                | The Little Mermaid                                                       | 1989             | 2022         |
| Asphalt-Cowboy                                                           | Midnight Cowboy                                                          | 1969             | 1994         |
| Asphalt-Dschungel                                                        | The Asphalt Jungle                                                       | 1950             | 2008         |
| Asphaltrennen                                                            | Two-Lane Blacktop                                                        | 1971             | 2012         |
| Atlantic City, USA                                                       | Atlantic City                                                            | 1980             | 2003         |
| The Atomic Café                                                          | The Atomic Café                                                          | 1982             | 2016         |
| Attica                                                                   | Attica                                                                   | 1974             | 2022         |
| Auf schwankendem Boden                                                   | Losing Ground                                                            | 1982             | 2020         |
| Aufstand in Sidi Hakim                                                   | Gunga Din                                                                | 1939             | 1999         |
| The Augustas                                                             | The Augustas                                                             | 1930er–1950er    | 2012         |
| Ausgerechnet Wolkenkratzer! / Sicherheit spielt keine Rolle              | Safety Last!                                                             | 1923             | 1994         |
| Baby Face                                                                | Baby Face                                                                | 1933             | 2005         |
| Badlands – Zerschossene Träume                                           | Badlands                                                                 | 1973             | 1993         |
| Die Ballade von Gregorio Cortez                                          | The Ballad Of Gregorio Cortez                                            | 1982             | 2022         |
| La Bamba                                                                 | La Bamba                                                                 | 1987             | 2017         |
| Bambi                                                                    | Bambi                                                                    | 1942             | 2011         |
| The Band                                                                 | The Last Waltz                                                           | 1978             | 2019         |
| Der Bankdetektiv                                                         | The Bank Dick                                                            | 1940             | 1992         |
| The Bargain                                                              | The Bargain                                                              | 1914             | 2010         |
| Ein Baum wächst in Brooklyn                                              | A Tree Grows in Brooklyn                                                 | 1945             | 2010         |
| The Beau Brummels                                                        | The Beau Brummels                                                        | 1928             | 2016         |
| Before Stonewall                                                         | Before Stonewall                                                         | 1984             | 2019         |
| Behind Every Good Man                                                    | Behind Every Good Man                                                    | 1967             | 2022         |
| Beim Sterben ist jeder der Erste                                         | Deliverance                                                              | 1972             | 2008         |
| Ben Hur                                                                  | Ben-Hur                                                                  | 1925             | 1997         |
| Ben Hur                                                                  | Ben-Hur                                                                  | 1959             | 2004         |
| Bert Williams Lime Kiln Club Field Day                                   | Bert Williams Lime Kiln Club Field Day                                   | 1913             | 2014         |
| Berüchtigt                                                               | Notorious                                                                | 1946             | 2006         |
| Der Besessene                                                            | One-Eyed Jacks                                                           | 1961             | 2018         |
| Die besten Jahre unseres Lebens                                          | The Best Years of Our Lives                                              | 1946             | 1989         |
| Bettgeflüster                                                            | Pillow Talk                                                              | 1959             | 2009         |
| Betty Tells Her Story                                                    | Betty Tells Her Story                                                    | 1972             | 2022         |
| Beverly Hills Cop – Ich lös’ den Fall auf jeden Fall                     | Beverly Hills Cop                                                        | 1984             | 2024         |
| The Big Lebowski                                                         | The Big Lebowski                                                         | 1998             | 2014         |
| Black and Tan                                                            | Black and Tan                                                            | 1929             | 2015         |
| Blacksmith Scene                                                         | Blacksmith Scene                                                         | 1893             | 1995         |
| Blade Runner                                                             | Blade Runner                                                             | 1982             | 1993         |
| Bless Their Little Hearts                                                | Bless Their Little Hearts                                                | 1984             | 2013         |
| Blinde Wut                                                               | Fury                                                                     | 1936             | 1995         |
| The Blood of Jesus                                                       | The Blood of Jesus                                                       | 1941             | 1991         |
| The Blue Bird                                                            | The Blue Bird                                                            | 1918             | 2004         |
| Blues Brothers                                                           | The Blues Brothers                                                       | 1980             | 2020         |
| Blutgericht in Texas                                                     | The Texas Chain Saw Massacre                                             | 1974             | 2024         |
| Body and Soul                                                            | Body and Soul                                                            | 1925             | 2019         |
| Bohulano Family Film Collection                                          | Bohulano Family Film Collection                                          | 1950–1978        | 2023         |
| Bonnie und Clyde                                                         | Bonnie and Clyde                                                         | 1967             | 1992         |
| Botschafter der Angst                                                    | The Manchurian Candidate                                                 | 1962             | 1994         |
| Boulevard der Dämmerung                                                  | Sunset Boulevard                                                         | 1950             | 1989         |
| Boulevard des Todes                                                      | Boulevard Nights                                                         | 1979             | 2017         |
| Boys Don’t Cry                                                           | Boys Don’t Cry                                                           | 1999             | 2019         |
| Boyz n the Hood – Jungs im Viertel                                       | Boyz N the Hood                                                          | 1991             | 2002         |
| The Breakfast Club                                                       | The Breakfast Club                                                       | 1985             | 2016         |
| Brandy in the Wilderness                                                 | Brandy in the Wilderness                                                 | 1969             | 2013         |
| Die Braut des Prinzen                                                    | The Princess Bride                                                       | 1987             | 2016         |
| Eine Braut für sieben Brüder                                             | Seven Brides for Seven Brothers                                          | 1954             | 2004         |
| Bread                                                                    | Bread                                                                    | 1918             | 2020         |
| Brennpunkt Brooklyn / French Connection                                  | The French Connection                                                    | 1971             | 2005         |
| Brief einer Unbekannten                                                  | Letter From An Unknown Woman                                             | 1948             | 1992         |
| Brokeback Mountain                                                       | Brokeback Mountain                                                       | 2005             | 2018         |
| A Bronx Morning                                                          | A Bronx Morning                                                          | 1931             | 2004         |
| Die Brücke am Kwai                                                       | The Bridge on the River Kwai                                             | 1957             | 1997         |
| Buena Vista Social Club                                                  | Buena Vista Social Club                                                  | 1999             | 2020         |
| The Buffalo Creek Flood: An Act of Man                                   | The Buffalo Creek Flood: An Act of Man                                   | 1975             | 2005         |
| Bullitt                                                                  | Bullitt                                                                  | 1968             | 2007         |
| Bush Mama                                                                | Bush Mama                                                                | 1979             | 2022         |
| Buster Keaton, der Filmreporter / Der Kameramann                         | The Cameraman                                                            | 1928             | 2005         |
| Buster und die Polizei                                                   | Cops                                                                     | 1922             | 1997         |
| Ein Butler in Amerika                                                    | Ruggles of Red Gap                                                       | 1935             | 2014         |
| Cab Calloway Home Movies                                                 | Cab Calloway Home Movies                                                 | 1948–1951        | 2022         |
| Cabaret                                                                  | Cabaret                                                                  | 1972             | 1995         |
| Carmen Jones                                                             | Carmen Jones                                                             | 1954             | 1992         |
| Carrie – Des Satans jüngste Tochter                                      | Carrie                                                                   | 1976             | 2022         |
| Casablanca                                                               | Casablanca                                                               | 1942             | 1989         |
| Castro Street                                                            | Castro Street                                                            | 1966             | 1992         |
| Chan ist verschwunden                                                    | Chan Is Missing                                                          | 1982             | 1995         |
| Charade                                                                  | Charade                                                                  | 1963             | 2022         |
| Charlie und die Schokoladenfabrik                                        | Willy Wonka and the Chocolate Factory                                    | 1971             | 2014         |
| The Cheat                                                                | The Cheat                                                                | 1915             | 1993         |
| The Chechahcos                                                           | The Chechahcos                                                           | 1924             | 2003         |
| Chelsea Girls                                                            | Chelsea Girls                                                            | 1966             | 2024         |
| Chicago – Engel mit schmutzigen Gesichtern                               | Angels with Dirty Faces                                                  | 1938             | 2024         |
| Chicana                                                                  | Chicana                                                                  | 1979             | 2021         |
| Chinatown                                                                | Chinatown                                                                | 1974             | 1991         |
| Chulas Fronteras                                                         | Chulas Fronteras                                                         | 1976             | 1993         |
| Cicero March                                                             | Cicero March                                                             | 1966             | 2013         |
| Cinderella                                                               | Cinderella                                                               | 1950             | 2018         |
| Citizen Kane                                                             | Citizen Kane                                                             | 1941             | 1989         |
| The City                                                                 | The City                                                                 | 1939             | 1998         |
| Civilization                                                             | Civilization                                                             | 1916             | 1999         |
| Clerks – Die Ladenhüter                                                  | Clerks                                                                   | 1994             | 2019         |
| Der Clou                                                                 | The Sting                                                                | 1973             | 2005         |
| Cologne: From the Diary of Ray and Esther                                | Cologne: From the Diary of Ray and Esther                                | 1939             | 2001         |
| Commandment Keeper Church, Beaufort South Carolina, May 1940             | Commandment Keeper Church, Beaufort South Carolina, May 1940             | 1940             | 2005         |
| Common Threads: Stories from the Quilt                                   | Common Threads: Stories from the Quilt                                   | 1989             | 2024         |
| Compensation                                                             | Compensation                                                             | 1999             | 2024         |
| A Computer Animated Hand                                                 | A Computer Animated Hand                                                 | 1972             | 2011         |
| Cooley High                                                              | Cooley High                                                              | 1975             | 2021         |
| The Corbett-Fitzsimmons Title Fight                                      | The Corbett-Fitzsimmons Title Fight                                      | 1897             | 2012         |
| Crisis: Behind a Presidential Commitment                                 | Crisis: Behind a Presidential Commitment                                 | 1963             | 2011         |
| Cruisin’ J-Town                                                          | Cruisin’ J-Town                                                          | 1975             | 2023         |
| Cry of Jazz                                                              | Cry of Jazz                                                              | 1959             | 2010         |
| The Cry of the Children                                                  | The Cry of the Children                                                  | 1912             | 2011         |
| A Cure for Pokeritis                                                     | A Cure for Pokeritis                                                     | 1912             | 2011         |
| The Curse of Quon Gwon                                                   | The Curse of Quon Gwon                                                   | 1916–1917        | 2006         |
| Czechoslovakia 1968                                                      | Czechoslovakia 1968                                                      | 1969             | 1997         |
| Die Dämonischen / Invasion der Körperfresser                             | Invasion of the Body Snatchers                                           | 1956             | 1994         |
| Dance, Girl, Dance                                                       | Dance, Girl, Dance                                                       | 1940             | 2007         |
| Dann war mein Leben nicht umsonst – Martin Luther King                   | King: A Filmed Record… Montgomery to Memphis                             | 1970             | 1999         |
| The Dark Knight                                                          | The Dark Knight                                                          | 2008             | 2020         |
| Das ist Cinerama                                                         | This Is Cinerama                                                         | 1952             | 2002         |
| Das ist geschenkt                                                        | It’s a Gift                                                              | 1934             | 2010         |
| Das war der Wilde Westen                                                 | How the West Was Won                                                     | 1962             | 1997         |
| Daughter of Dawn                                                         | Daughter of Dawn                                                         | 1920             | 2013         |
| Daughter of Shanghai                                                     | Daughter of Shanghai                                                     | 1937             | 2006         |
| Daughters of the Dust                                                    | Daughters of the Dust                                                    | 1991             | 2004         |
| David Holzmans Tagebuch                                                  | David Holzman’s Diary                                                    | 1968             | 1991         |
| Decasia                                                                  | Decasia                                                                  | 2002             | 2013         |
| The Decline of Western Civilization                                      | The Decline of Western Civilization                                      | 1981             | 2016         |
| Dein Schicksal in meiner Hand                                            | Sweet Smell of Success                                                   | 1957             | 1993         |
| Demolishing and Building Up the Star Theatre                             | Demolishing and Building Up the Star Theatre                             | 1901             | 2002         |
| … denn sie wissen nicht, was sie tun                                     | Rebel Without a Cause                                                    | 1955             | 1990         |
| Der mit dem Wolf tanzt                                                   | Dances With Wolves                                                       | 1990             | 2007         |
| The Devil Never Sleeps                                                   | The Devil Never Sleeps                                                   | 1994             | 2020         |
| Der Dialog                                                               | The Conversation                                                         | 1974             | 1995         |
| Dickson Experimental Sound Film                                          | Dickson Experimental Sound Film                                          | 1894–1895        | 2003         |
| Die durch die Hölle gehen                                                | The Deer Hunter                                                          | 1978             | 1996         |
| Die ist nicht von gestern                                                | Born Yesterday                                                           | 1950             | 2012         |
| Der Dieb von Bagdad                                                      | The Thief of Bagdad                                                      | 1924             | 1996         |
| Das Ding aus einer anderen Welt                                          | The Thing From Another World                                             | 1951             | 2001         |
| Dinner um acht                                                           | Dinner at Eight                                                          | 1933             | 2023         |
| Dirty Dancing                                                            | Dirty Dancing                                                            | 1987             | 2024         |
| Dirty Harry                                                              | Dirty Harry                                                              | 1971             | 2012         |
| Disneyland Dream                                                         | Disneyland Dream                                                         | 1956             | 2008         |
| Dixon-Wanamaker Expedition to Crow Agency                                | Dixon-Wanamaker Expedition to Crow Agency                                | 1908             | 2018         |
| Do the Right Thing                                                       | Do the Right Thing                                                       | 1989             | 1999         |
| Die Docks von New York                                                   | The Docks of New York                                                    | 1928             | 1999         |
| Dog Star Man                                                             | Dog Star Man                                                             | 1964             | 1992         |
| Dont Look Back                                                           | Dont Look Back                                                           | 1967             | 1998         |
| Dornröschen                                                              | Sleeping Beauty                                                          | 1959             | 2019         |
| Dr. Seltsam oder: Wie ich lernte, die Bombe zu lieben                    | Dr. Strangelove or: How I Learned to Stop Worrying and Love the Bomb     | 1964             | 1989         |
| Dracula                                                                  | Dracula                                                                  | 1931             | 2000         |
| Drácula                                                                  | Drácula                                                                  | 1931             | 2015         |
| The Dragon Painter                                                       | The Dragon Painter                                                       | 1919             | 2014         |
| Dream of a Rarebit Fiend                                                 | Dream of a Rarebit Fiend                                                 | 1906             | 2015         |
| Die drei kleinen Schweinchen                                             | Three Little Pigs                                                        | 1933             | 2007         |
| Drums of Winter                                                          | Drums of Winter                                                          | 1988             | 2006         |
| Dschungel im Sturm                                                       | Red Dust                                                                 | 1932             | 2006         |
| Duck Amuck                                                               | Duck Amuck                                                               | 1953             | 1999         |
| Duck and Cover                                                           | Duck and Cover                                                           | 1951             | 2004         |
| Dumbo                                                                    | Dumbo                                                                    | 1941             | 2017         |
| Der dünne Mann                                                           | The Thin Man                                                             | 1934             | 1997         |
| E.T. – Der Außerirdische                                                 | E.T. the Extra-Terrestrial                                               | 1982             | 1994         |
| Eadweard Muybridge, Zoopraxographer                                      | Eadweard Muybridge, Zoopraxographer                                      | 1975             | 2015         |
| Early Abstractions#1-5,7,10                                              | Early Abstractions #1-5,7,10                                             | 1939–1956        | 2006         |
| Easy Rider                                                               | Easy Rider                                                               | 1969             | 1998         |
| Eaux d’Artifice                                                          | Eaux d’artifice                                                          | 1953             | 1993         |
| Echte Frauen haben Kurven                                                | Real Women Have Curves                                                   | 2002             | 2019         |
| Ehekrieg                                                                 | Adam’s Rib                                                               | 1949             | 1992         |
| Einer flog über das Kuckucksnest                                         | One Flew Over the Cuckoo’s Nest                                          | 1975             | 1993         |
| Ein einsamer Ort                                                         | In a Lonely Place                                                        | 1950             | 2007         |
| Einsturz der Tacoma-Narrows-Brücke                                       | Tacoma Narrows Bridge Collapse                                           | 1940             | 1998         |
| Der Einwanderer                                                          | The Immigrant                                                            | 1917             | 1998         |
| Das eiserne Pferd                                                        | The Iron Horse                                                           | 1924             | 2011         |
| Electronic Labyrinth: THX 1138 4EB                                       | Electronic Labyrinth: THX 1138 4EB                                       | 1967             | 2010         |
| Ella Cinders                                                             | Ella Cinders                                                             | 1926             | 2013         |
| Emigrants Landing at Ellis Island                                        | Emigrants Landing at Ellis Island                                        | 1903             | 2019         |
| Empire                                                                   | Empire                                                                   | 1964             | 2004         |
| Employees’ Entrance                                                      | Employees’ Entrance                                                      | 1933             | 2019         |
| The Endless Summer                                                       | The Endless Summer                                                       | 1966             | 2002         |
| Endstation Sehnsucht                                                     | A Streetcar Named Desire                                                 | 1951             | 1999         |
| Enthüllung um Mitternacht                                                | Midnight                                                                 | 1939             | 2013         |
| Eraserhead                                                               | Eraserhead                                                               | 1977             | 2004         |
| Erbarmungslos                                                            | Unforgiven                                                               | 1992             | 2004         |
| Die Erbin                                                                | The Heiress                                                              | 1949             | 1996         |
| Es geschah in einer Nacht                                                | It Happened One Night                                                    | 1934             | 1993         |
| Es tut sich was in Hollywood                                             | Show People                                                              | 1928             | 2003         |
| Es war                                                                   | Flesh and the Devil                                                      | 1926             | 2006         |
| Es werde Licht!                                                          | Let There Be Light                                                       | 1946             | 2010         |
| Eve’s Bayou                                                              | Eve’s Bayou                                                              | 1997             | 2018         |
| Evergreen                                                                | Evergreen                                                                | 1965             | 2021         |
| The Evidence of the Film                                                 | The Evidence of the Film                                                 | 1913             | 2001         |
| The Exiles                                                               | The Exiles                                                               | 1961             | 2009         |
| Der Exorzist                                                             | The Exorcist                                                             | 1973             | 2010         |
| The Exploits of Elaine                                                   | The Exploits of Elaine                                                   | 1914             | 1994         |
| Fake Fruit Factory                                                       | Fake Fruit Factory                                                       | 1986             | 2011         |
| Der Fall Randall Adams                                                   | The Thin Blue Line                                                       | 1988             | 2001         |
| Falsche Scham                                                            | Mom and Dad                                                              | 1945             | 2005         |
| Falsches Spiel mit Roger Rabbit                                          | Who Framed Roger Rabbit                                                  | 1988             | 2016         |
| Die Falschspielerin                                                      | The Lady Eve                                                             | 1941             | 1994         |
| Fame – Der Weg zum Ruhm                                                  | Fame                                                                     | 1980             | 2023         |
| Fantasia                                                                 | Fantasia                                                                 | 1940             | 1990         |
| Fargo                                                                    | Fargo                                                                    | 1996             | 2006         |
| Fatty’s Tintype Tangle                                                   | Fatty’s Tintype Tangle                                                   | 1915             | 1995         |
| Die Faust im Nacken                                                      | On the Waterfront                                                        | 1954             | 1989         |
| Faustrecht der Prärie / Tombstone / Mein Liebling Clementine             | My Darling Clementine                                                    | 1946             | 1991         |
| Feld der Träume                                                          | Field of Dreams                                                          | 1989             | 2017         |
| Felicia                                                                  | Felicia                                                                  | 1965             | 2014         |
| Das Fenster zum Hof                                                      | Rear Window                                                              | 1954             | 1997         |
| Ferris macht blau                                                        | Ferris Bueller’s Day Off                                                 | 1986             | 2014         |
| Film Portrait                                                            | Film Portrait                                                            | 1972             | 2003         |
| Five Easy Pieces – Ein Mann sucht sich selbst                            | Five Easy Pieces                                                         | 1970             | 2000         |
| Flash Gordon                                                             | Flash Gordon                                                             | 1936             | 1996         |
| Ein Fleck in der Sonne                                                   | A Raisin in the Sun                                                      | 1961             | 2005         |
| Flitterwochen im Fertighaus                                              | One Week                                                                 | 1920             | 2008         |
| The Flying Ace                                                           | The Flying Ace                                                           | 1926             | 2021         |
| The Fog of War                                                           | The Fog of War: Eleven Lessons from the Life of Robert S. McNamara       | 2003             | 2019         |
| A Fool There Was                                                         | A Fool There Was                                                         | 1915             | 2015         |
| The Forgotten Frontier                                                   | The Forgotten Frontier                                                   | 1931             | 1996         |
| Forrest Gump                                                             | Forrest Gump                                                             | 1994             | 2011         |
| Fox Movietone News: Jenkins Orphanage Band                               | Fox Movietone News: Jenkins Orphanage Band                               | 1928             | 2003         |
| Frank Film                                                               | Frank Film                                                               | 1973             | 1996         |
| Frankenstein                                                             | Frankenstein                                                             | 1931             | 1991         |
| Frankenstein Junior                                                      | Young Frankenstein                                                       | 1974             | 2003         |
| Frankensteins Braut                                                      | Bride of Frankenstein                                                    | 1935             | 1998         |
| Frau ohne Gewissen                                                       | Double Indemnity                                                         | 1944             | 1992         |
| Eine Frau unter Einfluß                                                  | A Woman Under the Influence                                              | 1974             | 1990         |
| Die Frau, von der man spricht                                            | Woman of the Year                                                        | 1942             | 1999         |
| Die Frauen                                                               | The Women                                                                | 1939             | 2007         |
| Freaks                                                                   | Freaks                                                                   | 1932             | 1994         |
| Fred Ott’s Sneeze                                                        | Fred Ott’s Sneeze                                                        | 1894             | 2015         |
| Free Radicals                                                            | Free Radicals                                                            | 1979             | 2008         |
| Freedom Riders                                                           | Freedom Riders                                                           | 2010             | 2020         |
| Freiwurf                                                                 | Hoosiers                                                                 | 1986             | 2001         |
| Der Fremde im Zug                                                        | Strangers on a Train                                                     | 1951             | 2021         |
| Fröhliche Weihnachten                                                    | A Christmas Story                                                        | 1983             | 2012         |
| From Stump to Ship                                                       | From Stump to Ship                                                       | 1930             | 2002         |
| The Front Page                                                           | The Front Page                                                           | 1931             | 2010         |
| Früchte des Zorns                                                        | The Grapes of Wrath                                                      | 1940             | 1989         |
| Frühling für Hitler                                                      | The Producers                                                            | 1968             | 1996         |
| Frühstück bei Tiffany                                                    | Breakfast at Tiffany’s                                                   | 1961             | 2012         |
| Fuentes Family Home Movies Collection                                    | Fuentes Family Home Movies Collection                                    | 1920er–1930er    | 2017         |
| Fuji                                                                     | Fuji                                                                     | 1974             | 2002         |
| Funny Girl                                                               | Funny Girl                                                               | 1968             | 2016         |
| Galopp ins Glück                                                         | Down Argentine Way                                                       | 1940             | 2014         |
| The Gang’s All Here                                                      | The Gang’s All Here                                                      | 1943             | 2014         |
| Ganja & Hess                                                             | Ganja & Hess                                                             | 1973             | 2024         |
| Garlic Is As Good As Ten Mothers                                         | Garlic Is As Good As Ten Mothers                                         | 1980             | 2004         |
| Gebrochene Blüten                                                        | Broken Blossoms                                                          | 1919             | 1996         |
| Die Geburt einer Nation                                                  | The Birth of a Nation                                                    | 1915             | 1992         |
| Gefährliche Leidenschaft                                                 | Gun Crazy / Deadly Is the Female                                         | 1949             | 1998         |
| Der Gefangene von Zenda                                                  | The Prisoner of Zenda                                                    | 1937             | 1991         |
| Der General                                                              | The General                                                              | 1926             | 1989         |
| George Stevens WW2 Footage                                               | George Stevens WW2 Footage                                               | 1943–1946        | 2008         |
| George Washington Carver at Tuskegee Institute                           | George Washington Carver at Tuskegee Institute                           | 1937             | 2019         |
| Gerald McBoing-Boing                                                     | Gerald McBoing-Boing                                                     | 1950             | 1995         |
| Gertie the Dinosaur                                                      | Gertie the Dinosaur                                                      | 1914             | 1991         |
| Das Gesetz der Gewalt                                                    | American Me                                                              | 1992             | 2024         |
| Ein Gesicht in der Menge                                                 | A Face in the Crowd                                                      | 1957             | 2008         |
| Gesichter                                                                | Faces                                                                    | 1968             | 2011         |
| Das gewisse Etwas                                                        | It                                                                       | 1927             | 2001         |
| Ghostbusters – Die Geisterjäger                                          | Ghostbusters                                                             | 1984             | 2015         |
| Gier / Gier nach Geld                                                    | Greed                                                                    | 1925             | 1991         |
| Giganten                                                                 | Giant                                                                    | 1956             | 2005         |
| Gigi                                                                     | Gigi                                                                     | 1958             | 1991         |
| Gilda                                                                    | Gilda                                                                    | 1946             | 2013         |
| Girlfriends                                                              | Girlfriends                                                              | 1978             | 2019         |
| Der Glanz des Hauses Amberson                                            | The Magnificent Ambersons                                                | 1942             | 1991         |
| Glimpse of the Garden                                                    | Glimpse of the Garden                                                    | 1957             | 2007         |
| Die glorreichen Sieben                                                   | The Magnificent Seven                                                    | 1960             | 2013         |
| Das Glück in der Mansarde                                                | Seventh Heaven                                                           | 1927             | 1995         |
| Die Glückspuppe                                                          | Little Miss Marker                                                       | 1934             | 1998         |
| Goldenes Gift                                                            | Out of the Past                                                          | 1947             | 1991         |
| Goldgräber von 1933                                                      | Gold Diggers of 1933                                                     | 1933             | 2003         |
| Goldrausch                                                               | The Gold Rush                                                            | 1925             | 1992         |
| GoodFellas – Drei Jahrzehnte in der Mafia                                | Goodfellas                                                               | 1990             | 2000         |
| Die Goonies                                                              | The Goonies                                                              | 1985             | 2017         |
| Gras                                                                     | Grass: A Nation’s Battle for Life                                        | 1925             | 1997         |
| Grease                                                                   | Grease                                                                   | 1978             | 2020         |
| Grey Gardens                                                             | Grey Gardens                                                             | 1975             | 2010         |
| Der große Bluff                                                          | Destry Rides Again                                                       | 1939             | 1996         |
| Der große Diktator                                                       | The Great Dictator                                                       | 1940             | 1997         |
| Der große Eisenbahnraub                                                  | The Great Train Robbery                                                  | 1903             | 1990         |
| Die große Parade                                                         | The Big Parade                                                           | 1925             | 1992         |
| Der große Treck                                                          | The Big Trail                                                            | 1930             | 2006         |
| Der große Wurf                                                           | The Pride of the Yankees                                                 | 1942             | 2024         |
| The Ground                                                               | The Ground                                                               | 1993–2001        | 2020         |
| Growing Up Female                                                        | Growing Up Female                                                        | 1971             | 2011         |
| Gus Visser and His Singing Duck                                          | Gus Visser and His Singing Duck                                          | 1925             | 2002         |
| H2O                                                                      | H2O                                                                      | 1929             | 2005         |
| Haie der Großstadt                                                       | The Hustler                                                              | 1961             | 1997         |
| Hair Piece: A Film for Nappy-Headed People                               | Hair Piece: A Film for Nappy-Headed People                               | 1984             | 2018         |
| Hairspray                                                                | Hairspray                                                                | 1988             | 2022         |
| Hallelujah                                                               | Hallelujah!                                                              | 1929             | 2008         |
| Halloween – Die Nacht des Grauens                                        | Halloween                                                                | 1978             | 2006         |
| Hands Up!                                                                | Hands Up!                                                                | 1926             | 2005         |
| Harlan County U.S.A.                                                     | Harlan County U.S.A.                                                     | 1976             | 1990         |
| Harold und Maude                                                         | Harold and Maude                                                         | 1971             | 1997         |
| Harry und Sally                                                          | When Harry Met Sally…                                                    | 1989             | 2022         |
| Haß                                                                      | The Learning Tree                                                        | 1969             | 1989         |
| Das Haus der Lady Alquist                                                | Gaslight                                                                 | 1944             | 2019         |
| Ein Häuschen im Himmel                                                   | Cabin in the Sky                                                         | 1943             | 2020         |
| Hearts and Minds                                                         | Hearts and Minds                                                         | 1974             | 2018         |
| Heil dem siegreichen Helden                                              | Hail the Conquering Hero                                                 | 1944             | 2015         |
| Heimweh                                                                  | Lassie Come Home                                                         | 1943             | 1993         |
| Heißes Eisen                                                             | The Big Heat                                                             | 1953             | 2011         |
| Helen Keller in Her Story / The Unconquered                              | Helen Keller in Her Story / The Unconquered                              | 1954             | 2023         |
| Hell’s Hinges                                                            | Hell’s Hinges                                                            | 1916             | 1994         |
| Hellbound Train                                                          | Hellbound Train                                                          | 1930             | 2021         |
| Heroes All                                                               | Heroes All                                                               | 1920, 1931       | 2009         |
| Der Herr der Ringe: Die Gefährten                                        | The Lord of the Rings: The Fellowship of the Ring                        | 2001             | 2021         |
| Ein Herz und eine Krone                                                  | Roman Holiday                                                            | 1953             | 1999         |
| Hester Street                                                            | Hester Street                                                            | 1975             | 2011         |
| Heut’ gehn wir bummeln                                                   | On the Town                                                              | 1949             | 2018         |
| Hexenkessel                                                              | Mean Streets                                                             | 1973             | 1997         |
| High School                                                              | High School                                                              | 1968             | 1991         |
| Hindenburg Disaster Newsreel Footage                                     | Hindenburg Disaster Newsreel Footage                                     | 1937             | 1997         |
| Hinter dem Rampenlicht                                                   | All That Jazz                                                            | 1979             | 2001         |
| The Hitch-Hiker                                                          | The Hitch-Hiker                                                          | 1953             | 1998         |
| Das Hochzeitsbankett                                                     | The Wedding Banquet                                                      | 1993             | 2023         |
| Der Hochzeitsmarsch                                                      | The Wedding March                                                        | 1928             | 2003         |
| Der Hofnarr                                                              | The Court Jester                                                         | 1955             | 2004         |
| Höher als die Wolken                                                     | Sky High                                                                 | 1922             | 1998         |
| The Hole                                                                 | The Hole                                                                 | 1962             | 2013         |
| Hoop Dreams                                                              | Hoop Dreams                                                              | 1994             | 2005         |
| Hospital                                                                 | The Hospital                                                             | 1971             | 1995         |
| Hospital                                                                 | Hospital                                                                 | 1970             | 1994         |
| Hot Dogs for Gauguin                                                     | Hot Dogs for Gauguin                                                     | 1972             | 2009         |
| Hours for Jerome: Parts 1 and 2                                          | Hours for Jerome: Parts 1 and 2                                          | 1980–1982        | 2012         |
| The House I Live In                                                      | The House I Live In                                                      | 1945             | 2007         |
| The House in the Middle                                                  | The House in the Middle                                                  | 1954             | 2001         |
| House Party                                                              | House Party                                                              | 1990             | 2022         |
| Humoresque                                                               | Humoresque                                                               | 1920             | 2015         |
| Hundstage                                                                | Dog Day Afternoon                                                        | 1975             | 2009         |
| The Hunters                                                              | The Hunters                                                              | 1957             | 2003         |
| Tödliches Kommando – The Hurt Locker                                     | The Hurt Locker                                                          | 2009             | 2020         |
| I Am Joaquin                                                             | I Am Joaquin                                                             | 1969             | 2010         |
| I Am Somebody                                                            | I Am Somebody                                                            | 1970             | 2019         |
| I, an Actress                                                            | I, an Actress                                                            | 1977             | 2011         |
| Ich glaub’, ich steh’ im Wald                                            | Fast Times at Ridgemont High                                             | 1982             | 2005         |
| Ich glaub’, mich tritt ein Pferd                                         | National Lampoon’s Animal House                                          | 1978             | 2001         |
| Ich tanz’ mich in dein Herz hinein                                       | Top Hat                                                                  | 1935             | 1990         |
| Illusions                                                                | Illusions                                                                | 1982             | 2020         |
| Im Schatten des Zweifels                                                 | Shadow of a Doubt                                                        | 1943             | 1991         |
| Im Westen nichts Neues                                                   | All Quiet on the Western Front                                           | 1930             | 1990         |
| Im Zeichen des Bösen                                                     | Touch of Evil                                                            | 1958             | 1993         |
| Im Zeichen des Zorro                                                     | The Mark of Zorro                                                        | 1940             | 2009         |
| Imitation of Life                                                        | Imitation of Life                                                        | 1934             | 2005         |
| Das Imperium schlägt zurück                                              | The Empire Strikes Back                                                  | 1980             | 2010         |
| In den Fesseln von Shangri-La                                            | Lost Horizon                                                             | 1937             | 2016         |
| In der Glut des Südens                                                   | Days of Heaven                                                           | 1978             | 2007         |
| In der Hitze der Nacht                                                   | In the Heat of the Night                                                 | 1967             | 2002         |
| In the Land of the Head Hunters / In the Land of the War Canoes          | In the Land of the Head Hunters / In the Land of the War Canoes          | 1914             | 1999         |
| In the Street                                                            | In the Street                                                            | 1948             | 2006         |
| The Inner World of Aphasia                                               | The Inner World of Aphasia                                               | 1968             | 2015         |
| Interior New York Subway, 14th Street to 42nd Street                     | Interior New York Subway, 14th Street to 42nd Street                     | 1905             | 2017         |
| Intoleranz                                                               | Intolerance                                                              | 1916             | 1989         |
| Invasion vom Mars                                                        | Invaders from Mars                                                       | 1953             | 2024         |
| Iron Man                                                                 | Iron Man                                                                 | 2008             | 2022         |
| Ist das Leben nicht schön?                                               | It’s a Wonderful Life                                                    | 1946             | 1990         |
| It’s Showtime                                                            | Bamboozled                                                               | 2000             | 2023         |
| The Italian                                                              | The Italian                                                              | 1915             | 1991         |
| Itam Hakim, Hopiit                                                       | Itam Hakim, Hopiit                                                       | 1984             | 2022         |
| Jagd auf James A. / Ich bin ein entflohener Kettensträfling              | I Am a Fugitive from a Chain Gang                                        | 1932             | 1991         |
| Jäger des verlorenen Schatzes                                            | Raiders of the Lost Ark                                                  | 1981             | 1999         |
| Das Jahr ohne Vater                                                      | Sounder                                                                  | 1972             | 2021         |
| Jahrmarkt der Eitelkeiten                                                | Becky Sharp                                                              | 1935             | 2019         |
| Jahrmarktsrummel                                                         | State Fair                                                               | 1933             | 2014         |
| Jailhouse Rock – Rhythmus hinter Gittern                                 | Jailhouse Rock                                                           | 1957             | 2004         |
| Jam Session                                                              | Jam Session                                                              | 1942             | 2001         |
| Jammin’ the Blues                                                        | Jammin’ the Blues                                                        | 1944             | 1995         |
| Jazz an einem Sommerabend                                                | Jazz on a Summer’s Day                                                   | 1960             | 1999         |
| Der Jazzkönig                                                            | King of Jazz                                                             | 1930             | 2013         |
| Der Jazzsänger                                                           | The Jazz Singer                                                          | 1927             | 1996         |
| Jeffries – Johnson, Kampf um die Boxweltmeisterschaft 1910               | Jeffries-Johnson World’s Championship Boxing Contest                     | 1910             | 2005         |
| Jenseits von Eden                                                        | East of Eden                                                             | 1955             | 2016         |
| Jezebel – Die boshafte Lady                                              | Jezebel                                                                  | 1938             | 2009         |
| John Henry and the Inky-Poo                                              | John Henry and the Inky-Poo                                              | 1946             | 2015         |
| Johnny Guitar – Wenn Frauen hassen                                       | Johnny Guitar                                                            | 1954             | 2008         |
| Jubilo                                                                   | Jubilo                                                                   | 1919             | 2021         |
| Der junge Mr. Lincoln                                                    | Young Mr. Lincoln                                                        | 1939             | 2003         |
| The Jungle                                                               | The Jungle                                                               | 1967             | 2009         |
| Jurassic Park                                                            | Jurassic Park                                                            | 1993             | 2018         |
| Das Kabinett des Professor Bondi                                         | House of Wax                                                             | 1953             | 2014         |
| Kaiser Jones                                                             | The Emperor Jones                                                        | 1933             | 1999         |
| Kaltblütig                                                               | In Cold Blood                                                            | 1967             | 2008         |
| Kampf der Welten                                                         | War of the Worlds                                                        | 1953             | 2011         |
| Kannapolis, NC                                                           | Kannapolis, NC                                                           | 1941             | 2004         |
| Katzenmenschen                                                           | Cat People                                                               | 1942             | 1993         |
| Kein Platz für Eltern                                                    | Make Way for Tomorrow                                                    | 1937             | 2010         |
| Keiner killt so schlecht wie ich                                         | A New Leaf                                                               | 1971             | 2019         |
| Kevin – Allein zu Haus                                                   | Home Alone                                                               | 1990             | 2023         |
| The Kid                                                                  | The Kid                                                                  | 1921             | 2011         |
| The Kidnappers Foil                                                      | The Kidnappers Foil                                                      | 1930er–1950er    | 2012         |
| Kinder auf den Straßen                                                   | Wild Boys of the Road                                                    | 1933             | 2013         |
| Kindertransport – In eine fremde Welt                                    | Into the Arms of Strangers: Stories of the Kindertransport               | 2000             | 2014         |
| King Kong und die weiße Frau                                             | King Kong                                                                | 1933             | 1991         |
| Eine Klasse für sich                                                     | A League of Their Own                                                    | 1992             | 2012         |
| Der kleine Ausreißer                                                     | Little Fugitive                                                          | 1953             | 1997         |
| Der kleine Cäsar                                                         | Little Caesar                                                            | 1930             | 2000         |
| Die kleine Lampe                                                         | Luxo Jr.                                                                 | 1986             | 2014         |
| Die kleinen Strolche: Pups Is Pups                                       | Pups is Pups                                                             | 1930             | 2004         |
| Kleines Mädchen, großes Herz                                             | National Velvet                                                          | 1944             | 2003         |
| Knute Rockne, All American                                               | Knute Rockne, All American                                               | 1940             | 1997         |
| Kodachrome Color Motion Picture Tests                                    | Kodachrome Color Motion Picture Tests                                    | 1922             | 2012         |
| KoKo’s Earth Control                                                     | KoKo’s Earth Control                                                     | 1928             | 2024         |
| Der Kommandeur                                                           | Twelve O’Clock High                                                      | 1949             | 1998         |
| Der König der Löwen                                                      | The Lion King                                                            | 1994             | 2016         |
| Koyaanisqatsi                                                            | Koyaanisqatsi                                                            | 1983             | 2000         |
| Krieg der Sterne                                                         | Star Wars                                                                | 1977             | 1989         |
| Der Kuss                                                                 | The Kiss                                                                 | 1896             | 1999         |
| L.A. Confidential                                                        | L.A. Confidential                                                        | 1997             | 2015         |
| Lady Helen’s Escapade                                                    | Lady Helen’s Escapade                                                    | 1909             | 2004         |
| Die Lady von Shanghai                                                    | The Lady From Shanghai                                                   | 1947             | 2018         |
| Lady Windermeres Fächer                                                  | Lady Windermere’s Fan                                                    | 1925             | 2002         |
| Lambchops                                                                | Lambchops                                                                | 1929             | 1999         |
| The Land Beyond the Sunset                                               | The Land Beyond the Sunset                                               | 1912             | 2000         |
| Landung in Salerno                                                       | A Walk in the Sun                                                        | 1945             | 2016         |
| Die lässige Welt                                                         | The Cool World                                                           | 1963             | 1994         |
| Laura                                                                    | Laura                                                                    | 1944             | 1999         |
| Laurel und Hardy: Das große Geschäft                                     | Big Business                                                             | 1929             | 1992         |
| Laurel und Hardy: Der zermürbende Klaviertransport                       | The Music Box                                                            | 1932             | 1997         |
| Laurel und Hardy: Die Schlacht des Jahrhunderts                          | The Battle of the Century                                                | 1927             | 2020         |
| Laurel und Hardy: Die Wüstensöhne                                        | Sons of the Desert                                                       | 1933             | 2012         |
| Lawrence von Arabien                                                     | Lawrence of Arabia                                                       | 1962             | 1991         |
| The Lead Shoes                                                           | The Lead Shoes                                                           | 1949             | 2009         |
| Das Leben des Emile Zola                                                 | The Life of Emile Zola                                                   | 1937             | 2000         |
| Leoparden küßt man nicht                                                 | Bringing Up Baby                                                         | 1938             | 1990         |
| Let’s All Go To the Lobby                                                | Let’s All Go To the Lobby                                                | 1957             | 2000         |
| Der letzte Mohikaner                                                     | The Last of the Mohicans                                                 | 1920             | 1995         |
| Der letzte Musketier                                                     | Cyrano de Bergerac                                                       | 1950             | 2022         |
| Die letzte Vorstellung                                                   | The Last Picture Show                                                    | 1971             | 1998         |
| Licht im Dunkel                                                          | The Miracle Worker                                                       | 1962             | 2024         |
| Lichter der Großstadt                                                    | City Lights                                                              | 1931             | 1991         |
| The Life and Death of 9413: a Hollywood Extra                            | The Life and Death of 9413: a Hollywood Extra                            | 1927             | 1997         |
| The Life and Times of Rosie the Riveter                                  | The Life and Times of Rosie the Riveter                                  | 1980             | 1996         |
| Life of an American Fireman                                              | Life of an American Fireman                                              | 1903             | 2016         |
| The Lighted Field                                                        | The Lighted Field                                                        | 1987             | 2023         |
| Lilien auf dem Felde                                                     | Lilies of the Field                                                      | 1963             | 2020         |
| Little Big Man                                                           | Little Big Man                                                           | 1970             | 2014         |
| Little Nemo                                                              | Little Nemo                                                              | 1911             | 2009         |
| Lives of Performers                                                      | Lives of Performers                                                      | 1972             | 2017         |
| Louisiana-Legende                                                        | Louisiana Story                                                          | 1948             | 1994         |
| Love & Basketball                                                        | Love & Basketball                                                        | 2000             | 2023         |
| Love Finds Andy Hardy                                                    | Love Finds Andy Hardy                                                    | 1938             | 2000         |
| The Lunch Date                                                           | The Lunch Date                                                           | 1989             | 2013         |
| Mabel’s Blunder                                                          | Mabel’s Blunder                                                          | 1914             | 2009         |
| Die Macht des Bösen                                                      | Force of Evil                                                            | 1948             | 1994         |
| Das Mädchen ohne Herz                                                    | The Girl Without a Soul                                                  | 1917             | 2018         |
| Magical Maestro                                                          | Magical Maestro                                                          | 1952             | 1993         |
| The Making of an American                                                | The Making of an American                                                | 1920             | 2005         |
| Malcolm X                                                                | Malcolm X                                                                | 1992             | 2010         |
| Manche mögen’s heiß                                                      | Some Like It Hot                                                         | 1959             | 1989         |
| Mandelaugen und Lotosblüten                                              | Flower Drum Song                                                         | 1961             | 2008         |
| Manhatta                                                                 | Manhatta                                                                 | 1921             | 1995         |
| Manhattan                                                                | Manhattan                                                                | 1979             | 2001         |
| Ein Mann besiegt die Angst                                               | Edge of the City                                                         | 1957             | 2023         |
| Der Mann, der die Ohrfeigen bekam                                        | He Who Gets Slapped                                                      | 1924             | 2017         |
| Der Mann, der herrschen wollte                                           | All the King’s Men                                                       | 1949             | 2001         |
| Der Mann, der Liberty Valance erschoß                                    | The Man Who Shot Liberty Valance                                         | 1962             | 2007         |
| Der Mann, der zweimal lebte                                              | Seconds                                                                  | 1966             | 2015         |
| Der Mann mit dem goldenen Arm                                            | The Man with the Golden Arm                                              | 1955             | 2020         |
| Der Mann mit der Todeskralle                                             | Enter the Dragon                                                         | 1973             | 2004         |
| Manzanar                                                                 | Manzanar                                                                 | 1971             | 2022         |
| The March                                                                | The March                                                                | 1964             | 2008         |
| March of Time: Inside Nazi Germany                                       | March of Time: Inside Nazi Germany                                       | 1938             | 1993         |
| Mardi Gras Carnival                                                      | Mardi Gras Carnival                                                      | 1898             | 2022         |
| El Mariachi                                                              | El Mariachi                                                              | 1992             | 2011         |
| Marian Anderson: the Lincoln Memorial Concert                            | Marian Anderson: the Lincoln Memorial Concert                            | 1939             | 2001         |
| Marokko / Herzen in Flammen                                              | Morocco                                                                  | 1930             | 1992         |
| Martha Graham Early Dance Films                                          | Martha Graham Early Dance Films                                          | 1931–1944        | 2013         |
| Marty                                                                    | Marty                                                                    | 1955             | 1994         |
| Die Marx Brothers im Krieg                                               | Duck Soup                                                                | 1933             | 1990         |
| Mary Poppins                                                             | Mary Poppins                                                             | 1964             | 2013         |
| M*A*S*H                                                                  | M*A*S*H                                                                  | 1970             | 1996         |
| Master Hands                                                             | Master Hands                                                             | 1936             | 1999         |
| Matewan                                                                  | Matewan                                                                  | 1987             | 2023         |
| Matrimony’s Speed Limit                                                  | Matrimony’s Speed Limit                                                  | 1913             | 2003         |
| Matrix                                                                   | The Matrix                                                               | 1999             | 2012         |
| Mauna Kea: Temple Under Siege                                            | Mauna Kea: Temple Under Siege                                            | 2006             | 2020         |
| Maya Lin: A Strong Clear Vision                                          | Maya Lin: A Strong Clear Vision                                          | 1994             | 2023         |
| McCabe & Mrs. Miller                                                     | McCabe & Mrs. Miller                                                     | 1971             | 2010         |
| Medium Cool                                                              | Medium Cool                                                              | 1969             | 2003         |
| Meet Me in St. Louis / Heimweh nach St. Louis                            | Meet Me in St. Louis                                                     | 1944             | 1994         |
| Mein großer Freund Shane                                                 | Shane                                                                    | 1953             | 1993         |
| Mein Mann Godfrey                                                        | My Man Godfrey                                                           | 1936             | 1999         |
| Meine Familie                                                            | My Family                                                                | 1995             | 2024         |
| Meine Lieder – meine Träume                                              | The Sound of Music                                                       | 1965             | 2001         |
| Melody Ranch                                                             | Melody Ranch                                                             | 1940             | 2002         |
| Memento                                                                  | Memento                                                                  | 2000             | 2017         |
| The Memphis Belle: A Story of a Flying Fortress                          | The Memphis Belle: A Story of a Flying Fortress                          | 1944             | 2001         |
| Men & Dust                                                               | Men & Dust                                                               | 1940             | 2013         |
| Ein Mensch der Masse                                                     | The Crowd                                                                | 1928             | 1989         |
| Menschen im Hotel                                                        | Grand Hotel                                                              | 1932             | 2007         |
| Meshes of the Afternoon                                                  | Meshes of the Afternoon                                                  | 1943             | 1990         |
| Die merkwürdige Zähmung der Gangsterbraut Sugarpuss                      | Ball of Fire                                                             | 1941             | 2016         |
| Mexikanische Romanze                                                     | The Pearl                                                                | 1947             | 2002         |
| The Middleton Family at the New York World’s Fair                        | The Middleton Family at the New York World’s Fair                        | 1939             | 2012         |
| Mighty Like a Moose                                                      | Mighty Like a Moose                                                      | 1926             | 2007         |
| Mingus                                                                   | Mingus                                                                   | 1968             | 2022         |
| Miss Lulu Bett                                                           | Miss Lulu Bett                                                           | 1922             | 2001         |
| Moderne Zeiten                                                           | Modern Times                                                             | 1936             | 1989         |
| Modesta                                                                  | Modesta                                                                  | 1956             | 1998         |
| Monterey Pop                                                             | Monterey Pop                                                             | 1968             | 2018         |
| Moon Breath Beat                                                         | Moon Breath Beat                                                         | 1980             | 2014         |
| Motion Painting No. 1                                                    | Motion Painting No. 1                                                    | 1947             | 1997         |
| A Movie                                                                  | A Movie                                                                  | 1958             | 1994         |
| A Movie Trip Through Filmland                                            | A Movie Trip Through Filmland                                            | 1921             | 2023         |
| Mr. Smith geht nach Washington                                           | Mr. Smith Goes to Washington                                             | 1939             | 1989         |
| Mrs. Miniver                                                             | Mrs. Miniver                                                             | 1942             | 2009         |
| Multiple Sidosis                                                         | Multiple Sidosis                                                         | 1970             | 2000         |
| Muppet Movie                                                             | The Muppet Movie                                                         | 1979             | 2009         |
| The Murder of Fred Hampton                                               | The Murder of Fred Hampton                                               | 1971             | 2021         |
| Music Man                                                                | Music Man                                                                | 1962             | 2005         |
| The Musketeers of Pig Alley                                              | The Musketeers of Pig Alley                                              | 1912             | 2016         |
| My Fair Lady                                                             | My Fair Lady                                                             | 1964             | 2018         |
| My Name Is Oona                                                          | My Name Is Oona                                                          | 1969             | 2019         |
| My Private Idaho                                                         | My Own Private Idaho                                                     | 1991             | 2024         |
| Nachrichtenfieber – Broadcast News                                       | Broadcast News                                                           | 1987             | 2018         |
| Die Nacht der lebenden Toten                                             | Night of the Living Dead                                                 | 1968             | 1999         |
| Die Nacht des Jägers                                                     | The Night of the Hunter                                                  | 1955             | 1992         |
| Die Nacht vor der Hochzeit                                               | The Philadelphia Story                                                   | 1940             | 1995         |
| Nackte Gewalt                                                            | The Naked Spur                                                           | 1953             | 1997         |
| Nanuk, der Eskimo                                                        | Nanook of the North                                                      | 1922             | 1989         |
| Napoleon vom Broadway                                                    | Twentieth Century                                                        | 1934             | 2011         |
| Nashville                                                                | Nashville                                                                | 1975             | 1992         |
| Nashville Lady                                                           | Coal Miner’s Daughter                                                    | 1980             | 2019         |
| Der Navigator                                                            | The Navigator                                                            | 1924             | 2018         |
| The Negro Soldier                                                        | The Negro Soldier                                                        | 1944             | 2011         |
| Network                                                                  | Network                                                                  | 1976             | 2000         |
| Ein neuer Stern am Himmel                                                | A Star Is Born                                                           | 1954             | 2000         |
| Newark Athlete                                                           | Newark Athlete                                                           | 1891             | 2010         |
| Nicholas Brothers Family Home Movies                                     | Nicholas Brothers Family Home Movies                                     | 1930er–1940er    | 2011         |
| Nichts als ein Mensch                                                    | Nothing But a Man                                                        | 1964             | 1993         |
| Nightmare Before Christmas                                               | The Nightmare Before Christmas                                           | 1993             | 2023         |
| Nightmare – Mörderische Träume                                           | A Nightmare on Elm Street                                                | 1984             | 2021         |
| Ninotschka                                                               | Ninotchka                                                                | 1939             | 1990         |
| No Country For Old Men                                                   | No Country For Old Men                                                   | 2007             | 2024         |
| No Lies                                                                  | No Lies                                                                  | 1973             | 2008         |
| Nola Darling                                                             | She’s Gotta Have It                                                      | 1986             | 2019         |
| Norma Rae – Eine Frau steht ihren Mann                                   | Norma Rae                                                                | 1979             | 2011         |
| El Norte                                                                 | El Norte                                                                 | 1983             | 1995         |
| nostalgia                                                                | nostalgia                                                                | 1971             | 2003         |
| Notes On The Port Of St. Francis                                         | Notes On The Port Of St. Francis                                         | 1951             | 2013         |
| Der öffentliche Feind                                                    | The Public Enemy                                                         | 1931             | 1998         |
| OffOn                                                                    | OffOn                                                                    | 1968             | 2004         |
| Oklahoma!                                                                | Oklahoma!                                                                | 1955             | 2007         |
| On the Bowery                                                            | On the Bowery                                                            | 1957             | 2008         |
| One Survivor Remembers                                                   | One Survivor Remembers                                                   | 1995             | 2012         |
| Onkel Toms Hütte                                                         | Uncle Tom’s Cabin                                                        | 1914             | 2012         |
| Opfer der Unterwelt                                                      | D.O.A.                                                                   | 1950             | 2004         |
| Our Day                                                                  | Our Day                                                                  | 1938             | 2007         |
| Our Lady of the Sphere                                                   | Our Lady of the Sphere                                                   | 1969             | 2010         |
| Outrage                                                                  | Outrage                                                                  | 1950             | 2020         |
| Parable                                                                  | Parable                                                                  | 1964             | 2012         |
| Parade im Rampenlicht / Chester übertrifft sich selbst                   | Footlight Parade                                                         | 1933             | 1992         |
| Pariah                                                                   | Pariah                                                                   | 2011             | 2022         |
| Paris brennt                                                             | Paris Is Burning                                                         | 1990             | 2016         |
| Passing Through                                                          | Passing Through                                                          | 1977             | 2023         |
| Der Pate                                                                 | The Godfather                                                            | 1972             | 1990         |
| Der Pate – Teil II                                                       | The Godfather, Part II                                                   | 1974             | 1993         |
| Patton – Rebell in Uniform                                               | Patton                                                                   | 1970             | 2003         |
| Peege                                                                    | Peege                                                                    | 1972             | 2007         |
| The Perils of Pauline                                                    | The Perils of Pauline                                                    | 1914             | 2008         |
| Peter Pan                                                                | Peter Pan                                                                | 1924             | 2000         |
| Der Pfandleiher                                                          | The Pawnbroker                                                           | 1965             | 2008         |
| Das Phantom der Oper                                                     | The Phantom of the Opera                                                 | 1925             | 1998         |
| Pink Flamingos                                                           | Pink Flamingos                                                           | 1972             | 2021         |
| Pinocchio                                                                | Pinocchio                                                                | 1940             | 1994         |
| Planet der Affen                                                         | Planet of the Apes                                                       | 1968             | 2001         |
| Platoon                                                                  | Platoon                                                                  | 1986             | 2019         |
| Ein Platz an der Sonne                                                   | A Place in the Sun                                                       | 1951             | 1991         |
| Please Don’t Bury Me Alive!                                              | Please Don’t Bury Me Alive!                                              | 1976             | 2014         |
| The Plow That Broke the Plains                                           | The Plow That Broke the Plains                                           | 1936             | 1999         |
| Point Blank                                                              | Point Blank                                                              | 1967             | 2016         |
| Point of Order                                                           | Point of Order                                                           | 1964             | 1993         |
| Polizei greift ein                                                       | Pickup on South Street                                                   | 1953             | 2018         |
| The Poor Little Rich Girl                                                | The Poor Little Rich Girl                                                | 1917             | 1991         |
| Popeye the Sailor Meets Sindbad the Sailor                               | Popeye the Sailor Meets Sindbad the Sailor                               | 1936             | 2004         |
| Porgy und Bess                                                           | Porgy and Bess                                                           | 1959             | 2011         |
| Porky in Wackyland                                                       | Porky in Wackyland                                                       | 1938             | 2000         |
| Portrait of Jason                                                        | Portrait of Jason                                                        | 1967             | 2015         |
| The Power and the Glory                                                  | The Power and the Glory                                                  | 1933             | 2014         |
| The Power of the Press                                                   | The Power of the Press                                                   | 1928             | 2005         |
| Precious Images                                                          | Precious Images                                                          | 1986             | 2009         |
| Preservation of the Sign Language                                        | Preservation of the Sign Language                                        | 1913             | 2010         |
| President McKinley Inauguration Footage                                  | President McKinley Inauguration Footage                                  | 1901             | 2000         |
| Princess Nicotine; or, The Smoke Fairy                                   | Princess Nicotine; or, The Smoke Fairy                                   | 1909             | 2003         |
| Psycho                                                                   | Psycho                                                                   | 1960             | 1992         |
| Pull My Daisy                                                            | Pull My Daisy                                                            | 1959             | 1996         |
| Pulp Fiction                                                             | Pulp Fiction                                                             | 1994             | 2013         |
| Purple Rain                                                              | Purple Rain                                                              | 1984             | 2019         |
| Putney Swope                                                             | Putney Swope                                                             | 1969             | 2016         |
| Quasi at the Quackadero                                                  | Quasi at the Quackadero                                                  | 1975             | 2009         |
| Queen of Diamonds                                                        | Queen of Diamonds                                                        | 1991             | 2023         |
| Rächer der Unterwelt                                                     | The Killers                                                              | 1946             | 2008         |
| Rat mal, wer zum Essen kommt                                             | Guess Who’s Coming to Dinner                                             | 1967             | 2017         |
| Rattennest                                                               | Kiss Me Deadly                                                           | 1955             | 1999         |
| Rebecca                                                                  | Rebecca                                                                  | 1940             | 2018         |
| The Red Book                                                             | The Red Book                                                             | 1972             | 2009         |
| Red River                                                                | Red River                                                                | 1948             | 1990         |
| Regeneration                                                             | Regeneration                                                             | 1915             | 2000         |
| Die Reifeprüfung                                                         | The Graduate                                                             | 1967             | 1996         |
| Reise aus der Vergangenheit                                              | Now, Voyager                                                             | 1942             | 2007         |
| Reminiscences of a Journey to Lithuania                                  | Reminiscences of a Journey to Lithuania                                  | 1971–1972        | 2006         |
| Rendezvous nach Ladenschluß                                              | The Shop Around the Corner                                               | 1940             | 1999         |
| Reporter des Satans                                                      | Ace in the Hole                                                          | 1951             | 2017         |
| Republic Steel Strike Riot Newsreel Footage                              | Republic Steel Strike Riot Newsreel Footage                              | 1937             | 1997         |
| Requiem-29                                                               | Requiem-29                                                               | 1970             | 2021         |
| The Revenge of Pancho Villa                                              | The Revenge of Pancho Villa                                              | 1930–1936        | 2009         |
| Richard Pryor: Live in Concert                                           | Richard Pryor: Live in Concert                                           | 1979             | 2021         |
| Der Ring der Niegelungen                                                 | What’s Opera, Doc?                                                       | 1957             | 1992         |
| Ringling Brothers Parade Film                                            | Ringling Brothers Parade Film                                            | 1902             | 2021         |
| Ringo / Höllenfahrt nach Santa Fe                                        | Stagecoach                                                               | 1939             | 1995         |
| Rio Bravo                                                                | Rio Bravo                                                                | 1959             | 2014         |
| Rip Van Winkle                                                           | Rip Van Winkle                                                           | 1896             | 1995         |
| Ritt zum Ox-Bow                                                          | The Ox-Bow Incident                                                      | 1943             | 1998         |
| The River                                                                | The River                                                                | 1937             | 1990         |
| Robin Hood, König der Vagabunden                                         | The Adventures of Robin Hood                                             | 1938             | 1995         |
| Rocky                                                                    | Rocky                                                                    | 1976             | 2006         |
| The Rocky Horror Picture Show                                            | The Rocky Horror Picture Show                                            | 1975             | 2005         |
| Roger & Me                                                               | Roger & Me                                                               | 1989             | 2013         |
| Der rosarote Panther                                                     | The Pink Panther                                                         | 1963             | 2010         |
| Rose Hobart                                                              | Rose Hobart                                                              | 1936             | 2001         |
| Rosemaries Baby                                                          | Rosemary’s Baby                                                          | 1968             | 2014         |
| Die Rückkehr der Jedi-Ritter                                             | Return of the Jedi                                                       | 1983             | 2021         |
| Rückkehr nach Secaucus                                                   | Return of the Secaucus 7                                                 | 1980             | 1997         |
| Rumtreiber                                                               | Slacker                                                                  | 1991             | 2012         |
| Rushmore                                                                 | Rushmore                                                                 | 1998             | 2016         |
| S.O.S. Feuer an Bord                                                     | Only Angels Have Wings                                                   | 1939             | 2017         |
| Die Saat der Gewalt                                                      | Blackboard Jungle                                                        | 1955             | 2016         |
| Sabrina                                                                  | Sabrina                                                                  | 1954             | 2002         |
| Sacramento                                                               | Ride the High Country                                                    | 1962             | 1992         |
| Salesman                                                                 | Salesman                                                                 | 1969             | 1992         |
| Salome                                                                   | Salomé                                                                   | 1923             | 2000         |
| Das Salz der Erde                                                        | Salt of the Earth                                                        | 1954             | 1992         |
| Samsara: Death and Rebirth in Cambodia                                   | Samsara: Death and Rebirth in Cambodia                                   | 1990             | 2012         |
| Samstagnacht im Viertel der Schwarzen                                    | Uptown Saturday Night                                                    | 1974             | 2024         |
| San Francisco Earthquake and Fire April 18, 1906                         | San Francisco Earthquake and Fire April 18, 1906                         | 1906             | 2005         |
| Saturday Night Fever                                                     | Saturday Night Fever                                                     | 1977             | 2010         |
| Scarface / Narbengesicht                                                 | Scarface                                                                 | 1932             | 1994         |
| Schafe töten                                                             | Killer of Sheep                                                          | 1977             | 1990         |
| Schatten                                                                 | Shadows                                                                  | 1959             | 1993         |
| Der Schatz der Sierra Madre                                              | The Treasure of the Sierra Madre                                         | 1948             | 1990         |
| Schindlers Liste                                                         | Schindler’s List                                                         | 1993             | 2004         |
| Die Schlacht um San Pietro                                               | The Battle of San Pietro                                                 | 1945             | 1991         |
| Schlachtgewitter am Monte Cassino                                        | Story of G.I. Joe                                                        | 1945             | 2009         |
| Schlagende Wetter / Schwarze Diamanten / So grün war mein Tal            | How Green Was My Valley                                                  | 1941             | 1990         |
| Schneewittchen                                                           | Snow White                                                               | 1933             | 1994         |
| Schneewittchen und die sieben Zwerge                                     | Snow White and the Seven Dwarfs                                          | 1937             | 1989         |
| Schock-Korridor                                                          | Shock Corridor                                                           | 1963             | 1996         |
| Die Schöne und das Biest                                                 | Beauty and the Beast                                                     | 1991             | 2002         |
| Schönste, liebe mich                                                     | Love Me Tonight                                                          | 1932             | 1990         |
| Die schreckliche Wahrheit                                                | The Awful Truth                                                          | 1937             | 1996         |
| Der Schwarze Falke                                                       | The Searchers                                                            | 1956             | 1989         |
| Der schwarze Hengst                                                      | The Black Stallion                                                       | 1979             | 2002         |
| Das Schweigen der Lämmer                                                 | The Silence of the Lambs                                                 | 1991             | 2011         |
| Scorpio Rising                                                           | Scorpio Rising                                                           | 1963             | 2022         |
| Scratch and Crow                                                         | Scratch and Crow                                                         | 1995             | 2009         |
| Seelenhändler                                                            | Traffic in Souls                                                         | 1913             | 2006         |
| Der Seeräuber                                                            | The Black Pirate                                                         | 1926             | 1993         |
| Seifenkistenrennen in Venice                                             | Kid Auto Races at Venice, Cal.                                           | 1914             | 2020         |
| Sein Freund Jello                                                        | Old Yeller                                                               | 1957             | 2019         |
| Sein letzter Befehl                                                      | The Last Command                                                         | 1928             | 2006         |
| Sein Mädchen für besondere Fälle                                         | His Girl Friday                                                          | 1940             | 1993         |
| Sein oder Nichtsein                                                      | To Be Or Not To Be                                                       | 1942             | 1996         |
| Selena – Ein amerikanischer Traum                                        | Selena                                                                   | 1997             | 2021         |
| Sensation in Morgan’s Creek                                              | The Miracle of Morgan’s Creek                                            | 1944             | 2001         |
| Serene Velocity                                                          | Serene Velocity                                                          | 1970             | 2001         |
| Sergeant York                                                            | Sergeant York                                                            | 1941             | 2008         |
| The Sex Life of the Polyp                                                | The Sex Life of the Polyp                                                | 1928             | 2007         |
| Sex, Lügen und Video                                                     | Sex, Lies and Videotape                                                  | 1989             | 2006         |
| Shaft                                                                    | Shaft                                                                    | 1971             | 2000         |
| Sherlock, jr.                                                            | Sherlock, Jr.                                                            | 1924             | 1991         |
| Sherman’s March                                                          | Sherman’s March                                                          | 1986             | 2000         |
| Shining                                                                  | The Shining                                                              | 1980             | 2018         |
| Shoes                                                                    | Shoes                                                                    | 1916             | 2014         |
| Show Boat                                                                | Show Boat                                                                | 1936             | 1996         |
| Shrek – Der tollkühne Held                                               | Shrek                                                                    | 2001             | 2020         |
| Sie tat ihm unrecht                                                      | She Done Him Wrong                                                       | 1933             | 1996         |
| Siege                                                                    | Siege                                                                    | 1940             | 2006         |
| Der Sieger                                                               | The Quiet Man                                                            | 1952             | 2013         |
| Sindbads siebente Reise                                                  | The 7th Voyage of Sinbad                                                 | 1958             | 2008         |
| Der singende Frosch                                                      | One Froggy Evening                                                       | 1955             | 2003         |
| Singin’ In The Rain                                                      | Singin’ In The Rain                                                      | 1952             | 1989         |
| Sink or Swim                                                             | Sink or Swim                                                             | 1990             | 2015         |
| The Sinking of the Lusitania                                             | The Sinking of the Lusitania                                             | 1918             | 2017         |
| Sirene in Blond                                                          | Will Success Spoil Rock Hunter?                                          | 1957             | 2000         |
| Skandal in der Oper                                                      | A Night at the Opera                                                     | 1935             | 1993         |
| Smoke Signals                                                            | Smoke Signals                                                            | 1998             | 2018         |
| So’s Your Old Man                                                        | So’s Your Old Man                                                        | 1926             | 2008         |
| The Social Network                                                       | The Social Network                                                       | 2010             | 2024         |
| Der Sohn des Scheichs                                                    | The Son of the Sheik                                                     | 1926             | 2003         |
| Solange ein Herz schlägt                                                 | Mildred Pierce                                                           | 1945             | 1996         |
| Solange es Menschen gibt                                                 | Imitation of Life                                                        | 1959             | 2015         |
| Der Soldat James Ryan                                                    | Saving Private Ryan                                                      | 1998             | 2014         |
| Solomon Sir Jones films                                                  | Solomon Sir Jones films                                                  | 1924–1928        | 2016         |
| Something Good – Negro Kiss                                              | Something Good – Negro Kiss                                              | 1898             | 2018         |
| Sonnenaufgang – Lied von zwei Menschen                                   | Sunrise                                                                  | 1927             | 1989         |
| Spartacus                                                                | Spartacus                                                                | 1960             | 2017         |
| Spiel mir das Lied vom Tod                                               | Once Upon a Time in the West / C’era una volta il West                   | 1968             | 2009         |
| The Spook Who Sat by the Door                                            | The Spook Who Sat by the Door                                            | 1973             | 2012         |
| Der Sportstudent                                                         | The Freshman                                                             | 1925             | 1990         |
| Sprung in den Tod                                                        | White Heat                                                               | 1949             | 2003         |
| Die Spur des Falken                                                      | The Maltese Falcon                                                       | 1941             | 1989         |
| Spy Kids                                                                 | Spy Kids                                                                 | 2001             | 2024         |
| St. Louis Blues                                                          | St. Louis Blues                                                          | 1929             | 2006         |
| Stadt der Illusionen                                                     | The Bad and the Beautiful                                                | 1952             | 2002         |
| Eine Stadt geht durch die Hölle                                          | The Phenix City Story                                                    | 1955             | 2019         |
| Stadt in Angst                                                           | Bad Day at Black Rock                                                    | 1955             | 2018         |
| Stadt ohne Maske / Die nackte Stadt                                      | The Naked City                                                           | 1948             | 2007         |
| Der Stadtneurotiker                                                      | Annie Hall                                                               | 1977             | 1992         |
| Stand and Deliver                                                        | Stand and Deliver                                                        | 1988             | 2011         |
| Star Trek II: Der Zorn des Khan                                          | Star Trek II: The Wrath of Khan                                          | 1982             | 2024         |
| Stark Love                                                               | Stark Love                                                               | 1927             | 2009         |
| Der starke Mann                                                          | The Strong Man                                                           | 1926             | 2007         |
| Steamboat Bill, jr.                                                      | Steamboat Bill, jr.                                                      | 1928             | 2016         |
| Steamboat Willie                                                         | Steamboat Willie                                                         | 1928             | 1998         |
| Stirb langsam                                                            | Die Hard                                                                 | 1988             | 2017         |
| Der Stoff, aus dem die Helden sind                                       | The Right Stuff                                                          | 1983             | 2013         |
| Stop Making Sense                                                        | Stop Making Sense                                                        | 1984             | 2021         |
| The Story of Menstruation                                                | The Story of Menstruation                                                | 1946             | 2015         |
| Stranger than Paradise                                                   | Stranger Than Paradise                                                   | 1984             | 2002         |
| A Study in Reds                                                          | A Study in Reds                                                          | 1932             | 2009         |
| Sturmhöhe                                                                | Wuthering Heights                                                        | 1939             | 2007         |
| Sullivans Reisen                                                         | Sullivan’s Travels                                                       | 1941             | 1990         |
| Superfly                                                                 | Super Fly                                                                | 1972             | 2022         |
| Superman                                                                 | Superman                                                                 | 1978             | 2017         |
| Susan … verzweifelt gesucht                                              | Desperately Seeking Susan                                                | 1985             | 2023         |
| Susi und Strolch                                                         | Lady and the Tramp                                                       | 1955             | 2023         |
| Suspense                                                                 | Suspense                                                                 | 1913             | 2020         |
| Suzanne, Suzanne                                                         | Suzanne, Suzanne                                                         | 1982             | 2016         |
| Sweet Sweetbacks Lied                                                    | Sweet Sweetback’s Baadasssss Song                                        | 1971             | 2020         |
| Swing Time                                                               | Swing Time                                                               | 1936             | 2004         |
| Symbiopsychotaxiplasm: Take One                                          | Symbiopsychotaxiplasm: Take One                                          | 1968             | 2015         |
| T.A.M.I. Show                                                            | T.A.M.I. Show                                                            | 1964             | 2006         |
| Tabu                                                                     | Tabu                                                                     | 1931             | 1994         |
| Tabu der Gerechten                                                       | Gentleman’s Agreement                                                    | 1947             | 2017         |
| Der Tag, an dem die Erde stillstand                                      | The Day the Earth Stood Still                                            | 1951             | 1995         |
| Die Tage des Weines und der Rosen                                        | Days of Wine and Roses                                                   | 1962             | 2018         |
| Der Tänzer auf den Stufen                                                | Stormy Weather                                                           | 1943             | 2001         |
| Tarantella                                                               | Tarantella                                                               | 1940             | 2010         |
| Tarzans Vergeltung                                                       | Tarzan and His Mate                                                      | 1934             | 2003         |
| Taxi Driver                                                              | Taxi Driver                                                              | 1976             | 1994         |
| The Tell-Tale Heart                                                      | The Tell-Tale Heart                                                      | 1953             | 2001         |
| Terminator                                                               | The Terminator                                                           | 1984             | 2008         |
| Terminator 2 – Tag der Abrechnung                                        | Terminator 2: Judgment Day                                               | 1991             | 2023         |
| Tess of the Storm Country                                                | Tess of the Storm Country                                                | 1914             | 2006         |
| Tevya                                                                    | Tevya                                                                    | 1939             | 1991         |
| Der Texaner                                                              | The Outlaw Josey Wales                                                   | 1976             | 1996         |
| Thelma & Louise                                                          | Thelma & Louise                                                          | 1991             | 2016         |
| Thelonious Monk: Straight, No Chaser                                     | Thelonious Monk: Straight, No Chaser                                     | 1988             | 2017         |
| There It Is                                                              | There It Is                                                              | 1928             | 2004         |
| They Call It Pro Football                                                | They Call It Pro Football                                                | 1967             | 2012         |
| Think of Me First as a Person                                            | Think of Me First as a Person                                            | 1960–1975        | 2006         |
| This Is Spinal Tap                                                       | This Is Spinal Tap                                                       | 1984             | 2002         |
| The Three Stooges: Punch Drunks                                          | Punch Drunks                                                             | 1934             | 2002         |
| Thriller                                                                 | Thriller                                                                 | 1983             | 2009         |
| Through Navajo Eyes                                                      | Through Navajo Eyes                                                      | 1966             | 2002         |
| Time and Dreams                                                          | Time and Dreams                                                          | 1976             | 2017         |
| A Time for Burning                                                       | A Time for Burning                                                       | 1966             | 2005         |
| A Time Out of War                                                        | A Time Out of War                                                        | 1954             | 2006         |
| The Times of Harvey Milk                                                 | The Times of Harvey Milk                                                 | 1984             | 2012         |
| Tin Toy                                                                  | Tin Toy                                                                  | 1988             | 2003         |
| Titanic                                                                  | Titanic                                                                  | 1997             | 2017         |
| Titicut Follies                                                          | Titicut Follies                                                          | 1967             | 2022         |
| To Fly!                                                                  | To Fly!                                                                  | 1976             | 1995         |
| Der Tod kennt keine Wiederkehr                                           | The Long Goodbye                                                         | 1973             | 2021         |
| Todsünde                                                                 | Leave Her To Heaven                                                      | 1945             | 2018         |
| Tolle Marietta                                                           | Naughty Marietta                                                         | 1935             | 2003         |
| Tom, Tom, the Piper’s Son                                                | Tom, Tom, the Piper’s Son                                                | 1969–1971        | 2007         |
| Tongues Untied                                                           | Tongues Untied                                                           | 1989             | 2022         |
| Tootsie                                                                  | Tootsie                                                                  | 1982             | 1998         |
| Top Gun – Sie fürchten weder Tod noch Teufel                             | Top Gun                                                                  | 1986             | 2015         |
| Topaz                                                                    | Topaz                                                                    | 1945             | 1996         |
| Töchter des Himmels                                                      | The Joy Luck Club                                                        | 1993             | 2020         |
| Törichte Frauen                                                          | Foolish Wives                                                            | 1922             | 2008         |
| Tote schlafen fest                                                       | The Big Sleep                                                            | 1946             | 1997         |
| Tote Vögel                                                               | Dead Birds                                                               | 1964             | 1998         |
| Toy Story                                                                | Toy Story                                                                | 1995             | 2005         |
| Trance and Dance in Bali                                                 | Trance and Dance in Bali                                                 | 1936–1939        | 1999         |
| A Trip Down Market Street Before the Fire                                | A Trip Down Market Street Before the Fire                                | 1906             | 2010         |
| Tulips Shall Grow                                                        | Tulips Shall Grow                                                        | 1942             | 1997         |
| Der Überfall auf die Virginiapost                                        | Tol’able David                                                           | 1921             | 2007         |
| Uhrwerk Orange                                                           | A Clockwork Orange                                                       | 1971             | 2020         |
| Um Kopf und Kragen                                                       | The Tall T                                                               | 1957             | 2000         |
| Umleitung                                                                | Detour                                                                   | 1945             | 1992         |
| Die Unbestechlichen                                                      | All the President’s Men                                                  | 1976             | 2010         |
| Der Unbeugsame                                                           | Cool Hand Luke                                                           | 1967             | 2005         |
| Die Unbezwingbaren                                                       | America, America                                                         | 1963             | 2001         |
| Und ein stolzer Hahn dazu                                                | Pass the Gravy                                                           | 1928             | 1998         |
| Und täglich grüßt das Murmeltier                                         | Groundhog Day                                                            | 1993             | 2006         |
| Under Western Stars                                                      | Under Western Stars                                                      | 1938             | 2009         |
| Die unglaubliche Geschichte des Mister C.                                | The Incredible Shrinking Man                                             | 1957             | 2009         |
| Die unglaubliche Reise in einem verrückten Flugzeug                      | Airplane!                                                                | 1980             | 2010         |
| Unheimliche Begegnung der dritten Art                                    | Close Encounters of the Third Kind                                       | 1977             | 2007         |
| Union Maids                                                              | Union Maids                                                              | 1976             | 2022         |
| Unmasked                                                                 | Unmasked                                                                 | 1917             | 2014         |
| Unser tägliches Brot                                                     | Our Daily Bread                                                          | 1934             | 2015         |
| Der Unsichtbare                                                          | The Invisible Man                                                        | 1933             | 2008         |
| Der unsichtbare Dritte                                                   | North By Northwest                                                       | 1959             | 1995         |
| Unter den Wölfen der Sierra                                              | Clash of the Wolves                                                      | 1925             | 2004         |
| Der Untergang des Hauses Usher                                           | The Fall of the House of Usher                                           | 1928             | 2000         |
| Untersuchung eines Flusses                                               | Study of a River                                                         | 1996             | 2010         |
| Urteil von Nürnberg                                                      | Judgment at Nuremberg                                                    | 1961             | 2013         |
| V-E + 1                                                                  | V-E + 1                                                                  | 1945             | 2014         |
| Verbena trágica                                                          | Verbena trágica                                                          | 1939             | 1996         |
| Verdammt in alle Ewigkeit                                                | From Here to Eternity                                                    | 1953             | 2002         |
| Die Verfluchten                                                          | House of Usher                                                           | 1960             | 2005         |
| Die verlorene Welt                                                       | The Lost World                                                           | 1925             | 1998         |
| Das verlorene Wochenende                                                 | The Lost Weekend                                                         | 1945             | 2011         |
| Der Verräter                                                             | The Informer                                                             | 1935             | 2018         |
| Der verrückte Professor                                                  | The Nutty Professor                                                      | 1963             | 2004         |
| Vertigo – Aus dem Reich der Toten                                        | Vertigo                                                                  | 1958             | 1989         |
| Die Verurteilten                                                         | The Shawshank Redemption                                                 | 1994             | 2015         |
| Viel Rauch um nichts                                                     | Up in Smoke                                                              | 1978             | 2024         |
| Vier kleine Mädchen                                                      | 4 Little Girls                                                           | 1997             | 2017         |
| Die vier Reiter der Apokalypse                                           | The Four Horsemen of the Apocalypse                                      | 1921             | 1995         |
| A Virtuous Vamp                                                          | A Virtuous Vamp                                                          | 1919             | 2013         |
| Die Vögel                                                                | The Birds                                                                | 1963             | 2016         |
| Vom Winde verweht                                                        | Gone with the Wind                                                       | 1939             | 1989         |
| Von Blumen und Bäumen                                                    | Flowers and Trees                                                        | 1932             | 2021         |
| Von der Krippe zum Kreuz                                                 | From the Manger To the Cross                                             | 1912             | 1998         |
| Vorhang auf!                                                             | The Band Wagon                                                           | 1953             | 1995         |
| Vorwahlkampf                                                             | Primary                                                                  | 1960             | 1990         |
| WALL·E – Der Letzte räumt die Erde auf                                   | WALL·E                                                                   | 2008             | 2021         |
| Wanda                                                                    | Wanda                                                                    | 1970             | 2017         |
| Was der Himmel erlaubt                                                   | All That Heaven Allows                                                   | 1955             | 1995         |
| Was geschah wirklich mit Baby Jane?                                      | What Ever Happened to Baby Jane?                                         | 1962             | 2021         |
| Water and Power                                                          | Water and Power                                                          | 1989             | 2008         |
| The Watermelon Woman                                                     | The Watermelon Woman                                                     | 1996             | 2021         |
| Wattstax                                                                 | Wattstax                                                                 | 1973             | 2020         |
| The Way of Peace                                                         | The Way of Peace                                                         | 1947             | 2014         |
| We’re Alive                                                              | We’re Alive                                                              | 1974             | 2023         |
| Der Weg nach Marokko                                                     | Road To Morocco                                                          | 1942             | 1996         |
| Der Weg zum Glück                                                        | Going My Way                                                             | 1944             | 2004         |
| Wege zum Ruhm                                                            | Paths of Glory                                                           | 1957             | 1992         |
| Der weiße Hai                                                            | Jaws                                                                     | 1975             | 2001         |
| Der Weizenkönig                                                          | A Corner in Wheat                                                        | 1909             | 1994         |
| Wer die Nachtigall stört                                                 | To Kill a Mockingbird                                                    | 1962             | 1995         |
| Wer hat Angst vor Virginia Woolf?                                        | Who’s Afraid of Virginia Woolf?                                          | 1966             | 2013         |
| West Side Story                                                          | West Side Story                                                          | 1961             | 1997         |
| Westinghouse Works, 1904                                                 | Westinghouse Works, 1904                                                 | 1904             | 1998         |
| Where Are My Children?                                                   | Where Are My Children?                                                   | 1916             | 1993         |
| White Fawn’s Devotion: A Play Acted by a Tribe of Red Indians in America | White Fawn’s Devotion: A Play Acted by a Tribe of Red Indians in America | 1910             | 2008         |
| Who Killed Vincent Chin?                                                 | Who Killed Vincent Chin?                                                 | 1988             | 2021         |
| Why Man Creates                                                          | Why Man Creates                                                          | 1968             | 2002         |
| Why We Fight                                                             | Why We Fight                                                             | 1943–1945        | 2000         |
| Wie ein wilder Stier                                                     | Raging Bull                                                              | 1980             | 1990         |
| The Wild Bunch – Sie kannten kein Gesetz                                 | The Wild Bunch                                                           | 1969             | 1999         |
| Der Wilde Westen                                                         | Wild and Woolly                                                          | 1917             | 2002         |
| Der wilde wilde Westen / Is’ was, Sheriff?                               | Blazing Saddles                                                          | 1974             | 2006         |
| Wilder Strom                                                             | Wild River                                                               | 1960             | 2002         |
| Der Wildeste unter Tausend                                               | Hud                                                                      | 1963             | 2018         |
| Will                                                                     | Will                                                                     | 1981             | 2024         |
| Willkommen Mr. Chance                                                    | Being There                                                              | 1979             | 2015         |
| Winchester ’73                                                           | Winchester ’73                                                           | 1950             | 2015         |
| Der Wind                                                                 | The Wind                                                                 | 1928             | 1993         |
| Wings                                                                    | Wings                                                                    | 1927             | 1997         |
| The Wishing Ring: An Idyll of Old England                                | The Wishing Ring: An Idyll of Old England                                | 1914             | 2012         |
| With Car and Camera Around the World                                     | With Car and Camera Around the World                                     | 1929             | 2020         |
| With the Abraham Lincoln Brigade in Spain                                | With the Abraham Lincoln Brigade in Spain                                | 1937–1938        | 2017         |
| Within Our Gates                                                         | Within Our Gates                                                         | 1920             | 1992         |
| The Wobblies                                                             | The Wobblies                                                             | 1979             | 2021         |
| Woodstock                                                                | Woodstock                                                                | 1970             | 1996         |
| Word Is Out: Stories of Some of Our Lives                                | Word Is Out: Stories of Some of Our Lives                                | 1977             | 2022         |
| Das Wunder von Manhattan                                                 | Miracle on 34th Street                                                   | 1947             | 2005         |
| Die Wüste lebt                                                           | The Living Desert                                                        | 1953             | 2000         |
| Yankee Doodle Dandy                                                      | Yankee Doodle Dandy                                                      | 1942             | 1993         |
| Zähl bis drei und bete                                                   | 3:10 to Yuma                                                             | 1957             | 2012         |
| Zapruder-Film                                                            | Zapruder film                                                            | 1963             | 1994         |
| Der Zauberer von Oz                                                      | The Wizard of Oz                                                         | 1939             | 1989         |
| Die zehn Gebote                                                          | The Ten Commandments                                                     | 1956             | 1999         |
| Zehn Hoch                                                                | Powers of Ten                                                            | 1978             | 1998         |
| Das Zeichen des Zorro                                                    | The Mark of Zorro                                                        | 1920             | 2015         |
| Zeit der Liebe, Zeit des Abschieds                                       | Dodsworth                                                                | 1936             | 1990         |
| Zoot Suit                                                                | Zoot Suit                                                                | 1981             | 2019         |
| Zora Lathan Student Films                                                | Zora Lathan Student Films                                                | 1975–1976        | 2024         |
| Zorniger Schlaf                                                          | To Sleep with Anger                                                      | 1990             | 2017         |
| Zurück in die Zukunft                                                    | Back to the Future                                                       | 1985             | 2007         |
| Zwei Banditen                                                            | Butch Cassidy and the Sundance Kid                                       | 1969             | 2003         |
| Zwei Cheyenne auf dem Highway                                            | Powwow Highway                                                           | 1989             | 2024         |
| Zwei junge Herzen                                                        | Lonesome                                                                 | 1928             | 2010         |
| Die zwölf Geschworenen                                                   | 12 Angry Men                                                             | 1957             | 2007         |
| Zwölf Uhr mittags                                                        | High Noon                                                                | 1952             | 1989         |